# Sangaris zikani
Sangaris zikani är en skalbaggsart som beskrevs av Julius Melzer 1931. Sangaris zikani ingår i släktet Sangaris och familjen långhorningar. Inga underarter finns listade i Catalogue of Life.